# Następny (powieść)
Następny (ang. Next) to powieść techno-thriller Michaela Crichtona z 2006 r., ostatnia, która została opublikowana za jego życia. Akcja powieści rozgrywa się we współczesnym świecie, w którym zarówno rząd, jak i inwestorzy prywatni wydają corocznie miliardy dolarów na badania genetyczne. 
Powieść stawia pytania odnośnie do miejsca organizmów zmodyfikowanych genetycznie w społeczeństwie, porusza też problem chciwości korporacji.